# Боливия на летних Олимпийских играх 1936
Боливия принимала участие в Летних Олимпийских играх 1936 года в Берлине (Германия) в первый раз за свою историю, но не завоевала ни одной медали. XI Летние Олимпийские игры проводились в период с 1 по 16 августа 1936 года. Боливийская делегация состояла из пловца Альберто Конрада, который выступал в плавании на 100 метров вольным стилем. После этого Боливия пропустила 4 следующие летние Олимпиады и вновь стала участником в 1964 году на Играх в Токио.

## История
Олимпийский комитет Боливии был принят в МОК 31 декабря 1935 года. Это было первое выступление Боливии на любых Олимпийских играх. XI Летние Олимпийские игры проводились в Берлине с 1 по 16 августа 1936 года. В общей сложности участвовало 3963 спортсмена из 49 стран. Конрад был единственным представителем Боливии на Играх 1936 года. Он был знаменосцем церемонии открытия. Боливия прекратила своё участие в олимпийских соревнованиях до Зимних Олимпийских игр 1956 года, а следующее появление на летних Олимпийских играх состоялось 28 лет спустя, на Летних Олимпийских играх 1964 года.

## Плавание
Альберто Конраду было 26 лет во время Олимпийских игр в Берлине, и он стал первым в стране спортсменом, выступавшим на Олимпиаде. Он выступал в плавании на 100 метров вольным стилем. В четвертьфинальном заплыве он занял 7-е место среди 7 участников с результатом 1 минута 17,15 секунды. Конрад показал худшее время среди 45 участников соревнований. Спиридон Мавргиоргиос из Греции, который стал 44-й, обогнал его почти на десять секунд. Золотую медаль завоевал Ференц Чик из Венгрии (57,6 секунды), серебро выиграл Масанори Юса, а бронзу — Сигэо Араи, оба из Японии.